# T&D Holdings
T&D Holdings er et japansk forsikringsselskab og holdingselskab. Deres hovedkvarter er i Tokyo.
Datterselskaber inkluderer Taiyo Life, Daido Life, T&D Financial Life og T&D Asset Management.